# Vocha
Vocha (in greco Βόχα?) è un ex comune della Grecia nella periferia del Peloponneso di 10.112 abitanti secondo i dati del censimento 2001.
È stato soppresso a seguito della riforma amministrativa detta Programma Callicrate in vigore dal gennaio 2011 ed è ora compreso nel comune di Velo-Vocha.

## Amministrazione
Fino al 2011 era gemellato con:
- Santa Cesarea Terme